# Horwennefer
Horwennefer (uralkodott: i. e. 205–199) ókori egyiptomi uralkodó; felső-egyiptomi ellenkirály, a IV. Ptolemaiosz Philopatór és V. Ptolemaiosz Epiphanész elleni lázadás vezetője volt. Neve más, görögös változatokban Hugronaphor, Haronnophrisz, Hürgonaphor formában fordul elő. Uralmáról kevés forrás áll rendelkezésre.
Annyi bizonyos, hogy a IV. Ptolemaiosz a Szeleukidákkal folytaott IV. szíriai háborúja után lázadások törtek ki Egyiptomban a Deltában és Felső-Egyiptomban is. Ezekben talán szerepük volt a korábban besorozott bennszülött egyiptomi katonáknak is.
Uralkodása korából, Abüdoszból származik az első datált, görög betűkkel felírt, de egyiptomi nyelvű felirat. Az I. Széthi halotti templomán látható szöveg mintegy 400 évvel előzi meg a kopt írás korai korszakát. A felirat szövege:
„Ötödik uralkodási éve Hürgonaphor fáraónak, Ízisz, Ozirisz és Amon-Rének, az istenek királyának, a nagy istennek a szeretettjének.”
Horwennefer valószínűleg Kr. e. 199-ben halt meg, utódjának Ankhwenneferernek neve ismert, azonban elképzelhető, hogy a két uralkodó azonos, és Horwennefer csak nevet váltott. Ez utóbbi esetben I. e. 184-es leveréséig állt a lázadás élén.